# Підгородна (станція)
Підгоро́дна — вузлова залізнична станція Одеської дирекції Одеської залізниці на розгалуженні Побережжя — Підгородна, Підгородна — Помічна та Підгородна — Нікель-Побузький між станціями Орлик (7 км), Бандурка (13 км) та Болеславчик (14 км). Розташована в однойменному селищі Первомайського району Миколаївської області.

## Пасажирське сполучення
На станції Підгородна зупиняються приміські поїзди сполучення Одеса — Подільськ / Помічна.